# Богатчени
Богатчени (на гръцки: Βογατσιώτες, Вогациотес) са жителите на село Богатско (Вогацико), Гърция. Това е списък на най-известните от тях.

## Родени в Богатско
А – Б – В – Г – Д –
Е – Ж – З – И – Й —
К – Л – М – Н – О —
П – Р – С – Т – У —
Ф – Х – Ц – Ч – Ш —
Щ – Ю – Я

### А
- Андреас Каридис (Ανδρέας Καρύδης), гръцки андартски деец, агент от III ред[1]
- Атанасиос Русопулос (1823 – 1898), гръцки учен
- Атанасиос Такандзас (Каранасос) (Αθανάσιος Τακαντζάς, Καρανάσος), гръцки андартски деец, агент от II ред, член на Национална отбрана на Драгумис, член на комитета в Богатско от 1903 до 1909 г.[1]
- Атанасиос Симотас (Цяцос) (Αθανάσιος Σιμώτας, Τσιάτσος), гръцки андартски деец, четник[1]
- Атанасиос Ставридис (Αθανάσιος Σταυρίδης), гръцки андартски деец, агент от II ред[1]
- Атанасиос Ятру (Αθανάσιος Ιατρού), гръцки андартски деец (може би от Полигирос), учител, агент от I ред, заедно с Димитриос Пападимос глава на комитета в Богатско[1]

### В
- Василиос Влахос (Вльорас) (Βασίλειος Βλάχος Βλιώρας), гръцки андартски деец, четник на Константинос Дуграс от 1905 до 1908 година (не е в четата от април 1906 до февруари 1907 г.), участва в сражението с Кочо Цонков (1906), в битката при Раково (юли 1906), в битката при Олища[2]

### Г
- Георгиос Капахцис (1934 – 2015), гръцки политик
- Георгиос Каридис (1820 – 1901), гръцки инженер

### Д
- Дамянос Гарцалис (Δαμιανός Γκαρτσαλής), гръцки андартски деец, четник на Лазар Апостолов[1]
- Димитриос Делиянис (Δημήτριος Δεληγιάννης), гръцки андартски деец, агент от III ред в Дойран, арестуван при опит да спаси ранен четник[1]
- Димитриос Коромилис (Δημήτριος Κορομήλης), гръцки андартски деец, четник[1]
- поп Димитриос Иконому (1855 – 1926), гръцки андартски деец, свещеник, информатор и куриер на Георгиос Цондос[1]
- Димитриос Икономос (Пападимос) (Δημήτριος Οικονόμος), гръцки андартски деец, председател на комитета в Богатско[1]
- Димитриос Циципатис (Клютас) (Δημήτριος Τσιτσιπάτης, Κλειούτας), гръцки андартски деец, четник, удавя се в Бистрица в 1906 година[3]

### З
- Зисис Дзикалагяс (р. 1960), гръцки политик, депутат от Нова демокрация

### Й
- Йоанис Аргиропулос (1852 – 1920), гръцки обществен деец и революционер
- Йоанис Вадраханис (Ιωάννης Βαδραχάνης), гръцки андартски деец от I ред[4]
- Йоргос Голомбиас (1961 – 2009), гръцки историк

### К
- Константинос Вадраханис (Κωνσταντίνος Βαδραχάνης), гръцки андартски деец от II ред, член на революционния комитет в Богатско, Вадраханис подпомага четите идващи от Гърция, с подкупи извлича информация от властите, за кратко арестуван[4]
- Константинос Вракас (Κωνσταντίνος Βράκας), гръцки андартски деец от III ред, четник на Евтимиос Каудис и Павлос Мелас[1]
- Константинос Дограс, гръцки революционер
- Константинос Цотрас (Κωνσταντίνος Τσότρας), гръцки андартски деец, агент от III ред[3]
- Космас Сидерис (Κοσμάς Σιδέρης), гръцки андартски деец, агент от III ред[1]

### М
- Маркос Драгумис (1770 – 1854), гръцки революционер

### Н
- Николаос Вадраханис (Νικόλαος Βαδραχάνης), гръцки андартски деец от III ред, член на революционния комитет в Богатско, куриер между гръцките чети и гръцкото консулство в Битоля в ключови момента като след Загоричанското клане и след битката на Мурик, през февруари 1905 година участва в избиването на 12 членове на ВМОРО в Кондороби[4]

### О
- Отон Русопулос (1856 – 1922), гръцки химик

### П
- Панаотис Фереос (Παναγιώτης Φερραίος), гръцки андартски деец, до септември 1905 година е четник на Константинос Дуграс, после заминава за Гърция, където е убит[3]
- Панделис Кандилас, гръцки революционер
- Парменион Дзифрас (1925 – 2015), виден гръцки юрист, член на Върховния съд

### Р
- Ралис Плюфас (около 1800 – ?), гръцки архитект

### С
- Сотириос Висвикис, гръцки революционер

### Т
- Томас Зисис (Захос) (Θωμάς Ζήσης, Ζάχος), гръцки андартски деец, агент от I ред[1]

### Х
- Христос Микас (Χρήστος Μίκας), гръцки андартски деец, агент от II ред[1]

## По произход от Богатско
- Йон Драгумис (1878 – 1920), гръцки политик
- Маркос Драгумис (1840 – 1909), гръцки юрист и дипломат
- Маркос Драгумис (1926 – 2011), гръцки политик
- Маркос Драгумис (р. 1934), гръцки музиколог
- Николаос Драгумис (1809 – 1879), гръцки революционер
- Стефанос Драгумис (1842 – 1923), гръцки политик
- Филипос Драгумис (1890 – 1980), гръцки политик